# Geoffrey Chaucer
Geoffrey Chaucer (London?, 1343.? – 25. listopada 1400.) engleski pjesnik, filozof i diplomat. Smatra se ocem engleske književnosti. Po mnogima je prvi pisac koji je prikazao umjetničku stranu lokalnog engleskog jezika.
Ugledao se na Dantea, a opće je prihvaćeno kako je u svom putovanju kontinentalnom Europom osobno susreo Petrarcu i Boccaccia koji su na njegov opus ostavili ključan utjecaj.
Najpoznatije djelo mu je Canterburyjske priče (The Canterbury Tales).

## Život
Geoffrey Chaucer je rođen u Londonu negdje oko 1343., iako su točan datum i mjesto njegovog rođenja nepoznati. Njegov otac i djed bili su londonski vinari, a nekoliko prošlih generacija bili su trgovci u Ipswichu. Njegovo obiteljsko ime proizlazi iz francuske riječi chausseur, koja znači "postolar". Godine 1324. Johna Chaucera, Geoffreyeva oca, otela je tetka nadajući se da će dvanaestogodišnji dječak oženiti njenu kćerku kako bi zadržala imanje u Ipswichu. Tetka je zatvorena i nametnuta globa od £250 sugerira da je obitelj bila financijski imućna.
John Chaucer oženio je Agnes Copton, koja je 1349. nasljedila imovinu koja je uključivala 24 trgovine u Londonu od svog ujaka, Hamo de Copton, koji je opisan u oporuci datiranoj od 3. travnja 1354. kao "moneyer" (osoba koja fizički stvara novac) u Londonskom Toweru. U istim zapisima gdje se nalazi i oporuka (City Hustings Roll 110, 5, Ric II, datiranom lipanj 1380), Geoffrey Chaucer navodi za sebe me Galfridum Chaucer, filium Johannis Chaucer, Vinetarii, Londonie' .
Dok zapisi o Chaucerovim suvremenicima William Langlandu i o pjesniku koji je napisao pjesmu "Pearl" praktički ne postoje, kako je Chaucer bio javni djelatnik, njegov službeni dio života je dobro dokumentiran i postoji oko petstotinjak zapisa koji govore o njegovoj karijeri.
Prvi od takvih zapisa datira iz 1357. kada je uz pomoć očevih veza postao paž grofice Ulstera, Elizabeth de Burgh. Bila je udana za Lionela, vojvodu Clarencea, sina kralja Edvard III. Taj položaj doveo je mladog Chaucera u uski dvorski krug gdje se je zadržao do kraja života. Radio je kao dvoranin, diplomat, državni službenik, i za kralja skupljajući i popisujući staro željezo.
Godine 1359. u ranim fazama stogodišnjeg rata kralj je iskrcao vojsku u Francuskoj i Chaucer je s Lionelom bio dio te vojske. Godine 1360. zarobljen je tijekom opsade Rheims. Edvard je platio £16 njegove otkupnine, što je tada bila značajna svota, i Chaucer je oslobođen. Podaci o životu, nakon što je oslobođen, nisu pouzdani. Vjerojatno je putovao Francuskom, Španjolskom i Flandrijom, možda kao glasnik ili čak hodočastio u Santiago de Compostela.
Oko 1366., Chaucer je oženio sestru Katherine Swynford, Philippu (de) Roet, koja je bila dvorska dama kraljice Philippe, supruge Edvarda III. Ne zna se točno koliko su djece imali, najvjerojatnije troje ili četvero. Njegov sin, Thomas Chaucer bio je slavan, kao glavni peharnik (engl. "chief butler") četiri kralja, izaslanik u Francuskoj i Predsjednik Donjeg doma Parlamenta. Drugi sin mu je najvjerojatnije bio Lewis Chaucer, a kćerke Elizabeth Chaucy i Agnes.
Chaucer je učio pravo pri engl. "Inner Temple" (profesionalno udruženje odvjetnika i sudaca) u Londonu, te je 20. lipnja 1367. postao član kraljevskog suda Edvarda III. kao "varlet de chambre" što je u to vrijeme moglo označavati različite zadatke. Njegova supruga dobivala je naknadu zbog rada na sudu. Često je putovao u inozemstvo, dio kao osobni sluga. Tako je 1368.g. bio na vjenčanju Lionela Antwerpenskog i Violante Visconti, kćerke Galeazza II. Viscontija, tadašnjeg vladara Milana, u Milanu. 
Na tome vjenčanju bili su prisutni i Jean Froissart i Francesco Petrarca. 
Smtara se da je u to vrijeme napisao "The Book of the Duchess" u čast Blanche od Lancastera, pokojne supruge John od Gaunta. Sljedeće godine putovao je u Pikardiju kao dio vojne ekspedicije, te posjetio Genovu i Firencu 1373. Brojni znanstvenici kao što su Skeat, Boitani i Rowland smatraju da je na tom putovanju u Italiji došao u kontakt s Petrarcom ili Boccacciom. Oni su ga upoznali s talijanskom srednjovjekovnom poezijom, formom i pričama koje će koristiti u kasnijim djelima. Svrha putovanja 1377. je nepoznata, detalji u povijesnim zapisima su oprečni. Kasniji zapisi govore da je zajedno s Jeanom Froissartom bio u misiji dogovora braka između budućeg kralja Rikarda II. i francuske princeze kako bi se završio stogodišnji rat. Ako je to bila svrha, bili su neuspješni.
Godine 1378. Rikard II. tajno je poslao Chaucera Viscontiju i Sir John Hawkwoodu, vođi engleskih plaćenika u Milanu. Smatra se da je Chaucer lik Viteza u "Canterburijskim pričama" (engl. "Canterbury Tales"), bazirao na Hawkwoodu.
Indicija da je tijekom svoje karijere bio cijenjen kao pisac, je poklon Edvarda II. iz 1374. kojim je Chaucer imao pravo na galon vina svaki dan do kraja života za neki neutvrđeni zadatak. Takav poklon obično je davan godišnje umjetnicima za posebna dostignuća na Jurjevo. Ne zna se za koje djelo je dobio nagradu, ali ideja Chaucera kao pjesnika kod kralja, postavlja ga kao prethodnika budućim pjesnicima laureatima.
Chaucer je dobivao svoju tekuću nagradu sve dok je Rikard II. nije pretvorio u monetarnu nagradu 18. travnja 1378.
Dana 8. lipnja 1374. dobio je vrlo unosan posao kontrolora u carini londonske luke. Taj posao je zadržao dvanaest godina, što je bilo vrlo dugo u to vrijeme. Sljedećih deset godina života nije zabilježeno. Dok je radio u carini, preselio se u Kent. Postao je zastupnik u parlamentu za Kent 1386. Tada prestaju i zapisi o njegovoj supruzi pa se pretpostavlja da je preminula 1387. Preživio je političke nemire toga vremena, te je 12. srpnja 1389. postao kraljevski službenik za konstrukcijske radove (engl. "Clerk of the Works") koji je organizirao većinu kraljevskih građevinskih projekata. Iako za njegova vremena nisu započeti nikakvi veliki radovi, nadgledao je popravke Westminsterske palače, kapele Sv. Jurja u Windsoru, i nastavio graditi pristanište u Londonskom Toweru i tribine za turnir održan 1390. Bio je to zahtjevan posao koji je bio dobro plaćen, tri puta više nego njegov prethodni u carini.
Zapisi govore da je u rujnu 1390. opljačkan a možda i ozlijeđen, te je nakon toga 17. lipnja 1391. prestao raditi. Gotovo odmah nakon toga, 22. lipnja 1391. počeo je raditi kao zamjenik šumara, u kraljevskoj šumi u North Pethertonu, Somerset. Posao nije bio jednostavan, iako je pružao brojne prilike za zaradu. Kralj Rikard II. 1934. dodijelio mu je mirovinu od 20 funti godišnje.
Nedugo nakon svrgavanja Rikarda II. zapisi o Chauceru nestaju. Zadnjih nekoliko zapisa govore kako mu je novi kralj, Henrik IV., obnovio mirovinu, te da je Chaucer iznajmio rezidenciju u blizini Westminsterske opatije 24. prosinca 1399. Zadnji zapis o Chauceru je od 5. lipnja 1400. kada su mu isplaćeni neki dugovi. Prema nadgrobnoj ploči postavljenoj stotinu godina nakon smrti, smatra se da je preminuo 25. listopada 1400., zbog nepoznatog uzroka.

## Kritike

### Rane kritike
Pjesnik Thomas Hoccleve, koji je možda upoznao Chaucera i smatrao ga svojim uzorom, hvalio je Chaucera kao osnivača njihova lijepog jezika. 
John Lydgate, redovnik i pjesnik iz 15. st. u svome tekstu engl. The Fall of Princes spominje Chaucera kao gospodara jezika.
Dva stoljeća kasnije Sir Philip Sidney, engleski pjesnik u svom djelu engl. Defence of Poesie hvali Chaucerovo djelo "Troilo i Kresida" (engl. Troilus and Criseyde).

### Prijepisi i publika
Velik broj prijepisa Chaucerovih djela koji postoji govori u prilogu velikog interesa publike prije pojave tiskarskog stroja. Postoji 83 prijepisa "Canterburijskih priča" (cjelovitih ili djelomičnih), te 16 Troilus and Criseyde, uključujući i osobnu kopiju Henrika IV.  Ako pretpostavimo vrijeme kada su nastali, nekolicina preživjelih rukopisa vjerojatno predstavljaju stotine izgubljenih.
Chaucerova publika bili su dvorani, te muškarci i žene iz gornjih slojeva društva. Ipak prije njegove smrti, publika su postali i dijelovi literarne, srednje i trgovačke klase, koji su čitali njegova satirična pisanja o svećenicima, redovnicima i ostalim crkvenim službenicima. 
Godine 1464., John Baron, farmer iz Agmondeshama, priveden je pred John Chadworth, biskupa Lincolna, pod optužbom da je heretik; priznao je da posjeduje knjigu "Canterburijske priče" (engl. "boke of the Tales of Caunterburie") među ostalim sumnjivim djelima.

### Tiskana izdanja
William Caxton je izdavač zaslužan za prva dva tiskana izdanja "Canterburijskih priča" koja su izdana 1478. i 1483.
Caxtonovo drugo izdanje nastalo je nakon što se kupac požalio da se tiskano izdanje razlikuje od njegove prijepisa, te je Caxton u drugom izdanju koristio taj prijepis kao izvor. Oba Caxtonova izdanja jednako se vrednuju kao izvorni prijepisi tekstova. Caxtonovo izdanje ponovno je tiskao njegov nasljednik Wynkyn de Worde, ali njegovo izdanje nema vrijednost kao izvorni prijepis.
Richard Pynson, kraljevski tiskar u vrijeme Henrika VIII., bio je prvi koji je izdao nešto poput sabranih djela Chaucera, u kojemu je obuhvatio i pet prije tiskanih djela za koje se danas zna da ih nije napisao Chaucer (zbirka je tiskana kao tri odvojeno tiskana teksta ili zbirke tekstova zajedno uvezenih u jedan volumen).
Postoji veza između djela Pynsona i onoga Williama Thynnea nastalog šest godina kasnije.
Thynneovo izdanje engl. Chaucers Works ("Chaucerovih djela") iz 1532. i 1542. bila su prvi doprinosi postojanju široko rasprostranjenog i poznatog Chaucerovog kanona.
U šesnaestom i sedamnaestom stoljeću Chaucer je najviše tiskan engleski autor i prvi autor čija su djela sabrana u jedno opsežno izdanje u kojem se počeo nazirati Chaucerov kanon. Neki učenjaci smatraju da su izdanja "Chaucerovih djela" iz šesnaestog stoljeća postavila presedan svim engleskim književnicima po pitanju prezentacije, prestiža i uspjeha u tiskanju. Ta su izdanja etablirala Chaucerovu reputaciju, ali su ujedno i započela komplicirani proces rekonstruiranja i čestog izmišljanja Chaucerove biografije i kanonskog popisa djela koja mu se pripisuju.

## Djela

### Važnija djela
- "Kuća slave" (engl. "The House of Fame")
- "Knjiga o vojvotkinji" (engl. "The Book of the Duchess") - 1369.
- "Troilo i Kresida" (engl. "Troilus and Criseyde")
- "Canterburijske priče" (engl. "The Caunterbury Tales")
- "Dogovor ptica" (engl. "Parlement of Foules")
- "Legenda o dobrim ženama" (engl. "The Legend of Good Women")